# Cardiodon
Genre
Espèce
Cardiodon (signifiant « dent de cœur ») est un genre de dinosaures sauropodes du Jurassique retrouvé dans la formation géologique Forest Marble Formation (en) du Wiltshire, en Angleterre.
Le genre a généralement été associé au Cetiosaurus, mais de nouvelles analyses suggèrent qu'il serait un genre à part, possiblement lié au Turiasaurus.
Le Cardiodon a été le premier genre nommé de sauropode.

## Histoire
Richard Owen nomme le genre à partir d'une dent (aujourd'hui perdue) tirée de la collection du naturaliste Joseph Chaning Pearce, trouvée près de Bradford-on-Avon. À l'époque, Owen ne donne pas de nom spécifique. Le nom générique est tiré du grec καρδία, kardia (« cœur ») et de ὀδών, odon (« dent »), faisant référence à la forme en cœur du fossile.
Quelques années plus tard, en 1844, Owen ajoute le nom spécifique rugulosus (« ridé » en latin). Cardiodon est ainsi le premier sauropode à être nommé formellement, bien qu'Owen est inconscient du classement des échantillons dans cet infra-ordre à l'époque.
Au cours des années suivantes, on envisage que le genre pourrait être un « synonyme » du Cetiosaurus,,. En 1890, Richard Lydekker formalise indirectement la chose en associant le Cetiosaurus oxoniensis au Cardiodon en se basant sur des dents de l'Oxfordshire associées à un squelette de C. oxoniensis. Il a également ajouté une deuxième dent (BMNH R1527) tirée de la formation géologique Great Oolite (en), près de Cirencester, au Gloucestershire.
En 2003, Paul Upchurch et John Martin révisent les résultats et constatent un manque de preuves pour associer les dents de C. oxoniensis au squelette, ces dernières variant significativement de celles du Cardiodon. L'année suivante, Upchurch et al. confirment que ces dents n'ont pas de lien avec le genre et sont plutôt celles d'un eusauropode.
En 2006, en décrivant le nouveau genre Turiasaurus, R. Royo-Torres et al. affirment que ce dernier se rapprocherait du Cardiodon.